# Maria Tuci

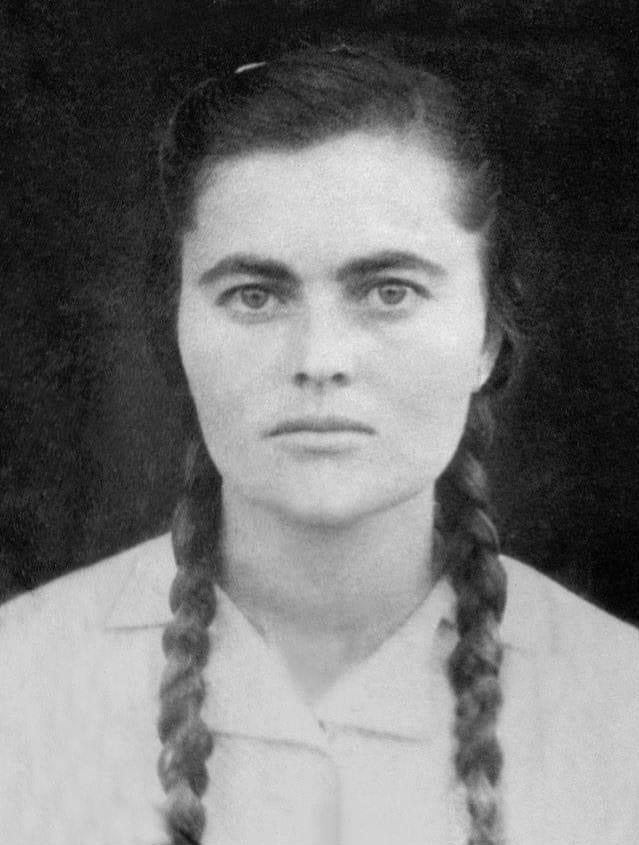
Maria Tuci, ca. 1945

Maria Tuci (* 12. März 1928 in Ndërfushaz bei Rrëshen; † 24. Oktober 1950 in Shkodra) war Postulantin der Stigmatinen. Sie starb an den Folgen der Folter durch die albanischen Kommunisten. Maria Tuci gehört zu den Achtunddreißig Märtyrern von Albanien.

## Leben
In Shkodra besuchte die junge Maria Tuci die Schule der Stigmatinen, deren Postulantin sie später wurde. Sie galt als sehr schön, klug und fest im Glauben stehend.
Albanische Kommunisten versuchten auf viele verschiedene Weise, sie von ihrem Glauben abzubringen. Als dies nicht gelang, wurde Maria Tuci am 10. August 1949 in ihrer Heimat Ndërfushez verhaftet. Während ihrer Haft wurde sie schwer misshandelt, wie Mithäftlinge berichteten. Auch wurde sie nackt, zusammen mit einer Katze, in einen Sack gesteckt. In einem Brief schrieb sie: „Alle Folter kann nur meinen Körper zerstören.“ Sie starb im Gefängniskrankenhaus Shkodra an den Folgen der Folter.

## Seligsprechung
Die Seligsprechung von Maria Tuci und 37 weiteren Märtyrern fand am 5. November 2016 in Shkodra statt. Der Präfekt der Kongregation für die Selig- und Heiligsprechungsverfahren, Kardinal Angelo Amato, leitete im Auftrag von Papst Franziskus die Feierlichkeiten.